# تیمربایوو
تیمربایوو (انگلیسی: Timerbayevo) یک شهرک در شهرستان کویورگازینسکی جمهوری باشقیرستان در کشور روسیه است.